# Murray Favro
Murray Favro (Huntsville, Ontario, 24 de diciembre de 1940) es un escultor canadiense que vive en Londres, Ontario. 
Favro ha diseñado muchas guitarras. Como miembro de la Nihilist Spasm Band, tiene incursiones ocasionales en la percusión.
Está representado por la Galería Christopher Cutts de Toronto. 